# Magyarország és Észak-Korea kapcsolatai
A Magyarország és a Koreai Népi Demokratikus Köztársaság közötti viszony (hangul: 조선·마쟈르 관계, csoszon-madzsjaru kvangje, handzsa: 朝鮮·마쟈르 關係, RR: joseon-majyareu gwangye) a Magyarország és Észak-Korea közötti diplomáciai kapcsolatokat jelöli. A két nép – a koreai és magyar – között 1892 óta, a két ország között hivatalosan 1948 óta, az ázsiai ország megalakulása óta van kapcsolat, amely 1956 után veszített erejéből, de mélypontját csak 1999-ben érte el. Észak-Korea egyike azon országoknak, amelyek Magyarországot a nemzetközileg ismert „Hungária” helyett annak saját nevén hívja.

## Története a szocializmus idején
A két ország nem sokkal a Koreai Népi Demokratikus Köztársaság kikiáltása után, 1948. november 9-én vette fel a kapcsolatot egymással. Észak-Koreában a magyar diplomáciai járművek rendszáma „외 07”-tel (외, 外: „külső”, „külföldi”) kezdődött.
A koreai háború idején számos magyar orvos dolgozott Észak-Koreában, Szarivon városában kórházat is alapítottak, amit az akkori magyar vezető, Rákosi Mátyás nevét viselte. A kórház, amit jelenleg Magyar Kórháznak hívnak 1950 és 1957 között foglalkoztatott magyar műtőket és orvostanoncokat, és a mai napig megtalálható az épület előtti oszlopon a nekik szánt köszönetnyilvánító felirat koreai és magyar nyelven is.
A kórház megalapítása és fenntartása mellett a Magyar Népköztársaság anyagi támogatást biztosított egy szerszámgyár, egy mérleggyár és egy festékgyár megépítéséhez.
A koreai háború után a Magyar Népköztársaság több száz észak-koreai diákot látott vendégül, akik közül többen megtanultak magyarul is. Ekkortájt jelentek meg koreai irodalmárok művei magyar fordításban. Amikor az 1956-os forradalom kitört Magyarországon, körülbelül 200 észak-koreai egyetemista csatlakozott a felkeléshez és fogott fegyvert Rákosi rendszere ellen. Köztük bőven akadtak háborús veteránok, akik kiképezték azon magyar diákokat, akik életükben először fogtak lőfegyvert a kezükben. A forradalom leverése után a szovjet és magyar hatóságok összegyűjtötték a koreai diákokat (könnyen megkülönböztethetőek voltak kinézetük miatt) és visszaküldték őket Észak-Koreába. Négy közülük Ausztriába szökött, egyikük, Csang Gihong (Zang Gi-hong) az Amerikai Egyesült Államokban menekültstátuszt szerzett.
Kim Ir Szen összesen kétszer járt Budapesten, először 1956. június 17-én, másodszor 1984 júniusában, ekkor már szerényebb keretek között, Kádár János fogadta Észak-Korea elnökét, Kim Ir Szent (Kim Il-sung-ot).

Megemlítendő Sövény Aladár és Mártonfi Ferenc munkássága, akik a Kim Ir Szen Egyetem (Kim Il-sung Egyetem)en tanultak. Sövény Aladár az első magyar-koreai szótárat, Mártonfi Ferenc pedig az jelenleg használatos koreai átírás alapjait alkotta meg, a magyar nyelvhez viszonyítva.

## Története a rendszerváltás után
1988-ban Kim Dzsongil (Kim Jong-il) testvére, Kim Phjongil (Kim Pyong-il) lett Észak-Korea magyarországi nagykövete. De mivel majdnem egy évvel később a keleti blokk tagországai közül elsőként Magyarország felvette a diplomáciai kapcsolatokat Dél-Koreával, Észak-Korea áthelyezte nagykövetét Bulgáriába. Az észak-koreai kormány árulást emlegetett, majd Lengyel Miklóst, Magyarország phenjani nagykövetét kiutasította az országból. Ez egy 15 éves elhidegülést eredményezett. Takarékossági okokból 1999. október 31-én bezárt a budapesti észak-koreai nagykövetség, személyzete 2000-ben áthajózott Bécsbe, a két ország kapcsolata ügyvivői szintre esett vissza.
2002-ben nyilvánosságra került, hogy egy korábban Budapesten szolgált észak-koreai diplomata magyarországi tartózkodása alatt illegális fegyverkereskedelmi ügyekbe bonyolódott.
2004-ben Sim Szangnjol (Sim Sang-ryol), egy észak-koreai diplomata Magyarországon tűnt el, de azt cáfolták, hogy oka lehetett volna rá. A The Korea Herald egy 2004-es interjúban Magyarország akkori államtitkárát, Szentiványi Gábort interjúvolta meg, aki azt felelte, hogy a magyar kormány érdekelt abban, hogy javítson Észak-Korea és Magyarország közti viszonyon.
2008-ban Észak-Korea gazdasági nehézségekre hivatkozva azt kérte a magyar kormánytól, hogy a 6 milliárd forintos tartozásának 90%-át engedje el, egy részét pedig hadd törlessze ginzenggyökérrel. Ezt a magyar kormány elutasította, nemzeti vagyonról lévén szó.

## Magyarország phenjani missziójának vezetői
A Magyar Népköztársaság által Phenjanba delegált képviselők az alábbiak voltak:
- Molnár Erik követ (1949. május 20. – 1950. február 11.)
- Simics Sándor követ (1950. február 11. – 1951. április 24.)
- Pásztor Károly követ (1951. április 24. – 1954. április 7.)
- Szarvas Pál nagykövet (1954. április 7. – 1956. június 18.)
- Práth Károly nagykövet (1956. június 18. – 1961. május 16.)
- Kovács József nagykövet (1961. szeptember 7. – 1966. február 11.)
- Kádas István nagykövet (1966. február 11. – 1969. október 13.)
- Sebestyén Jenő nagykövet (1969. október 13. – 1973. június 26.)
- Kádár István nagykövet (1973. október 29. – 1974. augusztus 12.)
- Dr. Taraba János ideiglenes ügyvivő (1974. augusztus 12. – 1975. január 3.)
- Szabó Ferenc nagykövet (1975. január 3. – 1979. augusztus 31.)
- Etre Sándor nagykövet (1979. augusztus 31. – 1984. július 13.)
- Dr. Taraba János nagykövet (1984. július 13. – 1988. április 28.)
- Dr. Kornidesz Mihály nagykövet (1988. április 28. – 1989. május 30.)
- Pataki Sándor ügyvivő (1989. május 30. – 1990)[23]
- Iván László ideiglenes ügyvivő (1991 – 1996)[24]
- Rátkai Ferenc Sándor (1996 – 1999. november 6.)[25]

1999 novemberétől az Észak-Koreával kapcsolatos ügyeket a pekingi, 2009 decemberétől pedig a szöuli nagykövetség látja el.

## Észak-Korea budapesti missziójának vezetői
- Kvon Odzsik (Kvon O Dik)[26] rendkívüli követ (1950. június 22.[27] – 1952 januárja)[26][28]
- Han Hjoszam nagykövet[29] (1952. március 8.[30] – 1953. szeptember 2.)[31]
- An Jong[31] (An Jen) nagykövet (1953. november 5.[32] – 1957. július 2.)
- Hong Dongcshol[31] (Hon Don Cser) nagykövet (1957. július 2.[33] – 1959. december 18.)[34]
- Ri Donggon[31] (Li Don Gen) nagykövet[35] (1959. december 29.[36] – 1962 decembere?)
- Szon Csan Rjom nagykövet (1962. december 29.[37] – 1966. június 17.)[38]
- Szon Dzsarjong[39] (Szon Za Rjong) nagykövet (1966. július 26.[40] – 1967)[41]
- An Minszu (1967 novembere) ideiglenes ügyvivő[42]
- Li Dong Szon nagykövet (1968. április 25.[43]–1971 novembere)[44]
- Pak Kjongszun[45] (Pak Gjong Szun) nagykövet[46] (1971[47] – 1974)[48]
- Kim Dzseszuk (Kim Ze Szuk) nagykövet (1975. július 17.[49] – 1979 augusztusa)[50]
- Kim Jongszun nagykövet (1979 augusztusa – 1984 júniusa?)[51]
- Ju Jong Gol rendkívüli és meghatalmazott nagykövet, később nagykövet (1984 júniusa – 1987 júliusa)
- An Minszu (An Minh Szu) nagykövet (1987. augusztus 3.[52] – 1988. augusztus 14.)[53]
- Kim Phjongil nagykövet (1988. augusztus 14.[52] – 1988 novembere)
- Pang Jonggap ügyvivő (1988 novembere – 1989)
- Kang Hon ideiglenes ügyvivő (1989/1990)
- Pang Jonggap (1990–1993)[54]
- Kim Vonho ideiglenes ügyvivő (1994)[55]
- Ri Szonrjong ideiglenes ügyvivő, Bukarest (1995)[56]
- Ho Gvanho ideiglenes ügyvivő (1996–1997)[24][57]
- Pak Szangam (1998. március 6.[58] – 1999 novembere)[25]

1999 novemberétől a Magyarországgal kapcsolatos ügyeket a bécsi nagykövetség látja el.